# Rome (Georgia)
 For alternative betydninger, se Rome. (Se også artikler, som begynder med Rome)
Rome er administrationsbyen i Floyd County i den nordvestlige del af delstaten Georgia i USA. Rome har 37.713(2020) indbyggere. Byen Rome indgår i et sammenhængende byområde kaldet "Rome, Georgia, Metropolitan Statistical Area", der omfatter hele Floyd County og har 97.613(2017) indbyggere.
Rome ligger nedenfor bjergkæden Appalacherne ved sammenløbet af floderne Etowah River og Oostanaula River som danner begyndelse af Coosa River. Området var længe beboet af Creek og senere Cherokee-folket.
Byen ligger på syv bakker som floderne løber imellem, hvilket inspirede til at opkalde byen efter Italiens hovedstad, Rom.